# اویارس سیلینش
اویارس سیلینش (لتونیایی: Ojārs Siliņš؛ زادهٔ ۲۰ ژوئیهٔ ۱۹۹۳) بازیکن بسکتبال اهل لتونی است.
وی در مسابقات کشوری و بین‌المللی در مجموع برندهٔ ۱ مدال نقره شده‌است.